# أولاد بو جاسم (مسلسل)
أولاد بو جاسم مسلسل تلفزيوني بحريني، درامي، من تأليف محمد جلال عبد القوي، وإخراج مجدي أبو عميرة إنتاج عام 1994.

## قصة العمل
تدور أحداث المسلسل حول أولاد أبو جاسم، حيث يتعرض لدور المال وتأثيره على الناس، ودوره في تغيير نفوسهم وخاصة أصحاب النفوس الضعيفة، حتى أن المال قد يستطيع التفرقة بين الأولاد وبعضهم، ولكن هل سيستلم أولاد أبو جاسم لذلك أم أن لهم رأي آخر؟.

## الممثلين والشخصيات

### عائلة غانم
1. أحمد الصالح بدور "غانم"
2. لطيفة المجرن بدور "فاطمة"
3. إبراهيم الحربي بدور "جاسم"
4. أنور أحمد بدور "حسين"
5. حسن رجب بدور "خالد"
6. يوسف بوهلول بدور "لؤي"
7. مها عبدالله بدور "هناء"

### عائلة راشد
1. محمد البهدهي بدور "راشد"
2. سعاد علي بدور "زينب"
3. إيمان محمد علي بدور "مريم"
4. عادل شمس بدور "سلمان"
5. عبد المحسن النمر بدور "حسن"
6. جمعان الرويعي بدور "محمود"
7. في الشرقاوي بدور "إيمان"

### عائلة عبد الكريم
1. محمد المنيع بدور "عبد الكريم"
2. مريم زيمان بدور "شريفة"
3. بدرية أحمد بدور "قوت القلوب"
4. جمعة هيكل بدور "علي"

### الأشقاء
1. إبراهيم بحر بدور "عبدون"
2. عبد الله ملك بدور "فتحي"
3. سمير الناصر بدور "يوسف"
4. فضيلة المبشر بدور "عائشة"

### بالاشتراك مع
1. مريم راشد بدور "الجدة"
2. سمية الخنة بدور "مها"
3. سعاد عيسى بدور "هند"
4. عبير شمس الدين بدور "ليالي"
5. مرام نور بدور "نهلة"
6. سيما أحمدي بدور "ماري"
7. مصطفى فوزي بدور "رأفت"
8. نبيلة النابلسي بدور "نور الوعد"